# Demonax tenuiculus
Demonax tenuiculus là một loài bọ cánh cứng trong họ Cerambycidae.